# Venus (Lady Gaga)
Venus è un brano musicale della cantante statunitense Lady Gaga, scritto dalla stessa in collaborazione con Paul "DJ White Shadow" Blair, Hugo Leclercq, Dino Zisis, Nick Monson e Sun Ra. Esso è stato estratto come singolo promozionale dal terzo album Artpop.
La cantante ha rivelato il titolo del brano il 20 settembre 2013 su Twitter. Gaga ha incuriosito i fan dicendo che il brano era stato prodotto da "un'artista donna emergente", riferendosi implicitamente a se stessa.

## Descrizione
Venus è una canzone synthpop, elettropop e dance-pop scritta in chiave Fa minore ed è l'ultimo brano registrato per l'album Artpop.
La canzone è stata ispirata da "La nascita di Venere" di Sandro Botticelli che è inoltre inclusa sulla copertina dell'album Artpop. Il 19 settembre 2013, la cantante ha postato una foto che riprendeva se stessa all'interno di uno studio di registrazione, impegnata a finire i cori del brano.
Campioni dei versi distribuiti dal duo indie-electro francese Zombie Zombie (che si possono ascoltare nel brano Rocket Number 9), si possono sentire mentre Gaga canta "Take me to your planet / Take me to your leader / Take me to your Venus". Tuttavia la canzone degli Zombie Zombie è a sua volta un campionato del brano di Sun Ra (famoso artista jazz d'avanguardia): "Rocket Number 9 Take Off to the Planet Venus" (originariamente pubblicato nel 1966). Il titolo è anche parte del testo.
All'inizio Venus doveva essere pubblicato come secondo singolo ufficiale estratto dal nuovo album dell'artista, Artpop, ma a causa dell'inaspettato successo commerciale di Do What U Want, in precedenza solo singolo promozionale, quest'ultima è stata sostituita a Venus come secondo singolo ufficiale.

## Copertina
Le copertine del singolo sono quattro, ognuna differente dall'altra, e sono state scattate dal fotografo Steven Klein.

## Accoglienza

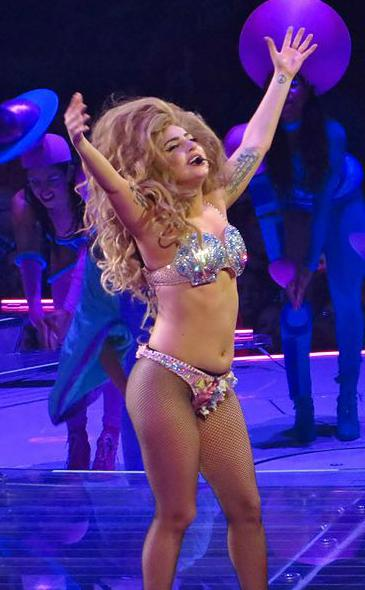
Lady Gaga canta Venus allArtRave: The Artpop Ball

Il brano ha ricevuto recensioni miste da parte della critica musicale, per la quale pur essendo divertente e alla "Bowie" gli è stato preferito il brano Do What U Want. Shirley Li dall'Entertainment Weekly ha dichiarato che "è orecchiabile, nonostante il contesto extraterrestre instaurerà sicuramente un parallelismo con E.T. di Katy Perry del 2010 - un parallelismo di cui Gaga vorrebbe probabilmente fare a meno". Mikael Wood di Los Angeles Times ha definito la canzone come una traccia "disco-glam palpitante", e continua: "sembra di tornare indietro ai tempi di Just Dance". Lars Brandle di Billboard ha dato una buona recensione al brano affermando: "Lady Gaga si lascia per bene alle spalle il pianeta terra nella sua nuova canzone Venus che ha impazzato sul web nel weekend. Venus è sostanzialmente una canzone d'amore extraterrestre con un ritornello coinvolgente, e radio-friendly". Spencer Kornhaber dal The Atlantic ha commentato che il brano "sembra raccogliere quattro ritornelli separati e la produzione fa sembrare la musica enorme". Christina Lee da Idolator ha dato una recensione positiva alla canzone, dichiarando che "Venus non spreca un solo momento a interessarsi a retorica e perifrasi di qualsiasi forma. Venus oscilla come un pendolo da un'emozione estrema a un'altra, dal suo rap senza emozione alla sua luminosa dance".
Amy Sciarretto di PopCrush ha valutato la canzone positivamente, dando un punteggio di 3.5 su 5 stelle. John Walker da MTV Buzzworthy ha chiamato la canzone "pazza, ultraterrena, con un senso appena intelligibile, ma sempre un senso ha!"
Popjustice ha valutato la canzone molto negativamente, dando a Venus un (4/10), chiamando il brano "tragico" e "preoccupante, pensare che doveva diventare un singolo di Artpop", aggiungendo che "questa canzone non è semplicemente finita. La produzione è semplice, il testo sembra solo una bozza e il ritornello è un disastro."

## Video
Il video musicale del brano è stato diretto da Ruth Hogben, che precedentemente aveva collaborato con la cantante per dei video-interlude del The Monster Ball Tour e per un servizio fotografico di Elle ad ottobre 2013. Esso tuttavia non è mai stato rilasciato.
Un audio-video della canzone è stato pubblicato sul canale ufficiale Vevo della cantante il 27 ottobre 2013.

## Esibizioni dal vivo
Il 27 ottobre, la cantante ha cantato Venus e Do What U Want nel programma televisivo inglese X Factor UK.
L'11 novembre, Lady Gaga ha eseguito il brano all'ArtRave (evento apposito per promuovere il nuovo disco Artpop uscito il giorno stesso).
La cantante ha eseguito la canzone insieme a Do What U Want ancora una volta al Graham Norton Show, andato in onda l'8 novembre 2013.
Il 28 novembre, giorno del ringraziamento, è stato mandato in onda lo speciale ABC: Lady Gaga & the Muppets Holiday Spectacular, dove la popstar ha cantato il brano insieme a tutti i pupazzi dell'omonima serie.
La cantante ha eseguito il brano anche nel programma televisivo SMAPxSMAP, in Giappone.

## Tracce
Download digitale
1. Venus – 3:54

## Classifiche
| Classifica (2013) | Posizione massima |
| ----------------- | ----------------- |
| Australia         | 31                |
| Austria           | 36                |
| Belgio (Fiandre)  | 22                |
| Belgio (Vallonia) | 11                |
| Canada            | 19                |
| Danimarca         | 23                |
| Finlandia         | 3                 |
| Francia           | 9                 |
| Germania          | 35                |
| Giappone          | 37                |
| Grecia            | 2                 |
| Irlanda           | 13                |
| Italia            | 7                 |
| Nuova Zelanda     | 20                |
| Paesi Bassi       | 30                |
| Spagna            | 1                 |
| Stati Uniti       | 30                |
| Svizzera          | 18                |
| Ungheria          | 1                 |